# Fluorid rubidný
Fluorid rubidný je anorganická sloučenina, (halogenid) se vzorcem RbF. Krystaluje ve formě těsné krychlové (kubické) mřížky jako NaCl.

## Příprava
Existuje několik postupů pro syntézu fluoridu rubidného.
První z nich zahrnuje reakci hydroxidu rubidného s kyselinou fluorovodíkovou:
RbOH + HF → RbF + H2O
Jinou metodu představuje reakce uhličitanu rubidného s kyselinou fluorovodíkovou:
Rb2CO3 + 2HF → 2RbF + H2O + CO2
Další postup používá reakci hydroxidu rubidného s fluoridem amonným:
RbOH + NH4F → RbF + H2O + NH3
Poslední možný postup představuje reakce kovového elementárního rubidia s plynným fluorem, reakce probíhá velmi rychle až bouřlivě:
2Rb + F2 → 2RbF

## Podobné sloučeniny
- Chlorid rubidný
- Bromid rubidný
- Jodid rubidný
- Fluorid lithný
- Fluorid sodný
- Fluorid draselný
- Fluorid cesný